# Runaljod - Yggdrasil
Runaljod - Yggdrasil is het tweede album van het Noorse folkproject Wardruna.
Het is het tweede deel van een drieluik gebaseerd op de drie delen van het futhark. Runaljod laat zich het beste vertalen als gedichten over de runen. Yggdrasil is de naam van de 'Wereldboom' in de Noordse kosmogonie. Verschillende nummers van dit album zijn gebruikt in de tv-serie Vikings.